# Battles (Band)
Battles ist eine US-amerikanische Konzept-/Progressive-/Math-Rock-Band aus Brooklyn, New York City, die 2003 gegründet wurde.

## Geschichte
Die Band besteht aus den Musikern Ian Williams (Ex-Don Caballero) und John Stanier (Ex-Helmet (Band)/Tomahawk). Nach den ersten Veröffentlichungen auf Dim Mak unterschrieben sie für ihre C/B-EP einen Vertrag bei Warp Records. 2007 erschien ihr Debütalbum Mirrored. 2011 erschien ihr zweites Album mit dem Namen Gloss Drop. Der Sänger Tyondai Braxton stieg kurz zuvor aus, weshalb das Album größtenteils instrumental ist. Lediglich bei vier Liedern wurden als Gastsänger Matias Aguayo, Gary Numan, Kazu Makino, und Yamantaka Eye eingesetzt.
Live eröffneten sie unter anderem für The Mars Volta. 2008 spielten sie u. a. auf dem Moers Festival.

## Stil
Ihre Musik bewegt sich zwischen Rock, Pop, Experimental, Electronic und Improvisation. Statt den anfänglichen Verzicht auf Gesang einfach aufzugeben, setzen die vier auf verzerrte, elektronisch verfremdete Gesangslinien. Diese heben sich aber nicht als solche vom musikalischen Gesamteindruck ab, sondern fügen sich als Ergänzung ein.

## Diskografie

### Alben
- 2007: Mirrored (Warp)
- 2011: Gloss Drop (Warp)
- 2015: La Di Da Di (Warp)
- 2019: Juice B Crypts (Warp)

### EPs
- 2004: B (Dim Mak)
- 2006: C/B (Warp)